# Harald Popp (Elektrotechniker)
Harald Popp (* 30. September 1956 in Erlangen) ist ein deutscher Ingenieur der Elektrotechnik. Er war an der Entwicklung des MP3-Formats, bzw. des Verfahrens zur Audiokompression beteiligt und gilt neben Bernhard Grill und Karlheinz Brandenburg als einer seiner Väter.

## Biografie
Nach dem Abitur 1975 studierte er an der Friedrich-Alexander-Universität Erlangen-Nürnberg (1981 Abschluss als Diplom-Ingenieur im Fach Elektrotechnik). Von 1982 bis 1984 arbeitete er an einem Technologietransfer-Projekt zur Kabelfehlerortung der Friedrich-Alexander-Universität Erlangen-Nürnberg mit. Seit 1985 ist er Mitarbeiter des Fraunhofer-Instituts für Integrierte Schaltungen (IIS) in Erlangen. Seit 1987 ist er für DSP-basierte Echtzeit-Audiocodiersysteme zuständig. Er war bis 2018 Leiter der Abteilung „Multimedia-Echtzeitsysteme“, sein Forschungsschwerpunkt lag in der Entwicklung effektiver Echtzeit-Implementierungen von Audio- und Videocodierverfahren.
In seiner Freizeit ist Harald Popp zusammen mit seiner Frau Isolde als Autor für das Fantasy-Rollenspiel Midgard tätig. Gemeinsam haben sie zwei Söhne.

## Auszeichnungen
- 2000 Deutscher Zukunftspreis

## Veröffentlichungen
- Isolde & Harald Popp: Der Ruf des Roten Raben Franke, Elsa; Auflage: 1., 1993, ISBN 3-924714-18-5.
- M. Dietz, H. Popp, K. Brandenburg and R. Friedrich: Audio Compression for Network Transmission, Journal of the AES, Vol. 44, No. 1-2, 1996.
- Isolde & Harald Popp: Midgard-Abenteuer: Der weiße Wurm Pegasus Spiele, 1998, ISBN 3-930635-57-7.
- Isolde & Harald Popp: Midgard-Abenteuer: Die Straße zur Hölle part 1, Stelzenberg: Elsa Franke, Verlag für F&SF-Spiele, 2011, ISBN 978-3-924714-35-2.
- Isolde & Harald Popp: Midgard-Abenteuer: Die Treppe zum Himmel part 2, Stelzenberg: Elsa Franke, Verlag für F&SF-Spiele, 2011, ISBN 978-3-924714-36-9.
- Isolde & Harald Popp: Unter dem Schirm des Jadekaisers, Pegasus Spiele GmbH, 2005, ISBN 978-3-930635-91-7.